# چانگ پنگ ژائو
چانگ پنگ ژائو (انگلیسی: Changpeng Zhao) مشهور به CZ، یک فعال اقتصادی چینی-کانادایی و مؤسس صرافی بایننس، بزرگ‌ترین صرافی ارزهای رمزنگاری شده در جهان، است. او همچنین در گذشته عضوی از تیم توسعه Blockchain.com و همچنین مدیر تکنولوژی صرافی OkCoin بوده‌است.

## کودکی
چانگ پنگ ژائو در سال ۱۹۷۷ میلادی (۴۳ سال) در استان جیانگ‌سو چین به دنیا آمد. پدر و مادر CZ هر دو معلم بودند. پدر او عقاید سیاسی مخالف حکومت چین داشت و همین موضوع باعث شد تا در سن ۱۲ سالگی چانگ پنگ ژائو همراه خانواده‌اش از کشور چین اخراج شوند. خانواده او مجبور به ترک کشورشان شدند و در نهایت به کانادا مهاجرت کردند. مؤسس صرافی بایننس در مصاحبه‌ای اشاره می‌کند که من تقریباً هر ۵ سال یکبار محل زندگی خود را تغییر داده‌ام و در کشورهای زیادی از جمله چین، کانادا، هنگ کنگ، ژاپن و سنگاپور زندگی کرده‌ام. او در سنین نوجوانی به دلیل مشکلات مالی خانواده، وارد بازار کار شد. مهاجرت به کشور جدید شرایط دشواری را برای او و خانواده‌اش به‌وجود آورده بود که او را مجبور به کار کردن می‌کرد. تهیه همبرگر در مک دونالد و کار در شیفت شبانه پمپ بنزین از جمله کارهایی بود که مؤسس بزرگ‌ترین صرافی ارز دیجیتال جهان به آن مشغول بود.

## تحصیلات
پس از گذران از دوران نوجوانی، چانگ پنگ ژائو وارد دانشگاه شد. او در دانشگاه مک‌گیل کانادا و در رشته علوم کامپیوتر مشغول به تحصیل شد. دانشگاه مک‌گیل کانادا یکی از قدیمی‌ترین مراکز دانشگاهی در کشور کاناداست که در سال ۱۸۲۱ میلادی تأسیس شده‌است. تحصیل در رشته کامپیوتر کمک بسیار زیادی به فعالیت CZ در حوزه بلاک چین و ارزهای دیجیتال کرد. او به دو زبان چینی و انگلیسی کاملاً مسلط است و همچنین آشنایی نسبی با زبان فرانسه و ژاپنی دارد.

## زندگی حرفه‌ای

### پیش از ورود به عرصه بلاکچین و ارزهای دیجیتال
چانگ پنگ ژائو پس از اتمام دوران تحصیل خود، فعالیت کاری حرفه‌ای خود را از شهر توکیو آغاز کرد و سپس فعالیت خود را به نیویورک گسترش داد. او سیستمی برای تطبیق معاملات انجام شده در بازار سهام توکیو ژاپن طراحی کرد و سپس نرم‌افزاری را برای انجام معاملات آتی در نیویورک برنامه‌نویسی کرد. به این شکل عمده فعالیت او در زمینه انجام معاملات در بازار سهام، نرم‌افزارهای انجام معاملات و ترید در بازار سهام توکیو و نیویورک بود. او در زمینه تخصصی خود عملکرد بسیاری خوبی داشت.
CZ در سن ۲۷ سالگی در عرض ۲ سال، بیشتر از سه مرتبه به دلیل مدیریت تیم‌های طراحی در نیوجرسی، لندن و توکیو ارتقا یافت. پیشرفت‌های شغلی پیاپی، اشتیاقی را در او به‌وجود آورد تا اینکه در سال ۲۰۰۵ تصمیم گرفت تا کسب و کار خود را راه‌اندازی کند. مؤسس صرافی بایننس در سال ۲۰۰۵ به زادگاه خود بازگشت و در شهر شانگهای شرکت Fusion System را تأسیس کرد. زمینه فعالیت این شرکت نیز ایجاد زیرساخت سیستم معاملاتی سریع برای بروکرها بود. بدین شکل زمینه فعالیت چانگ پنگ ژائو به صورت خاص بر روی انجام معاملات و ارائه سیستم‌های معاملاتی در بازارهای مالی متمرکز بود.

### ورود به حوزه بلاکچین و ارزهای دیجیتال
چانگ پنگ ژائو بنیانگذار صرافی بایننس در سال ۲۰۱۳ و به صورت جالبی با بیت کوین آشنا شد. CZ با بیت کوین از طریق هم بازی خود در بازی پوکر آشنا شد. سپس به این حوزه علاقه‌مند شد و به تحقیق بیشتر در مورد پروژه‌های ارزهای دیجیتال پرداخت. او در اولین تجربه کاری خود به تیم Blockchain.info ملحق شد. او در این تیم به مدت ۸ ماه در جایگاه سرپرست تیم توسعه فعالیت کرد و از این طریق با بزرگان بازار ارزهای دیجیتال همچون راجر ور (توسعه دهنده شبکه بیت کوین و بیتکوین کش) و بن ریورز مؤسس Blockchain.com آشنا شد. سپس به مدت ۱ سال به عنوان مدیر ارشد فناوری در OKcoin فعالیت داشت. Okcoin بستری برای معاملات ارزهای دیجیتال و ارزهای فیات بود.
CZ به فکر ایده جدیدی در بازار بود. او به دنبال ایجاد بستری برای انجام معاملات میان ارزهای دیجیتال بود. تا آن زمان عمده پلتفرم‌های معاملاتی، محلی برای تبدیل ارزهای دیجیتال به دلار و یورو و… بود؛ اما چانگ پنگ ژائو می‌خواست پلتفرم معاملاتی را ایجاد کند تا بتوان در آن ارزهای دیجیتال را به هم تبدیل کرد و امکان انجام ترید و معاملات بر روی جفت رمزارزها فراهم آید. او فکر بزرگی را در سر می‌پروراند که آن استقلال ارزهای رمزنگاری شده از ارزهای فیات و رها شدن از پیچ و خم‌های قانون‌گذاری موجود در آن زمان بود. استقلال بازار رمزارزها از سیستم اقتصادی فعلی دنیا و ایجاد بستری مستقل، یکی از اهداف بزرگ مؤسس صرافی بایننس بود.

### تأسیس صرافی بایننس
در سال ۲۰۱۷، رشد تصاعدی پروژه‌هایی که به روش ICO تأمین سرمایه اولیه پروژه خود را انجام می‌دادند، فرصت بسیار خوبی برای ورود ایده‌های جدید به بازار بود. همواره سرمایه اولیه برای ایجاد یک کسب و کار جدید یکی از دغدغه‌های مهم در شروع کار است. اما در سال ۲۰۱۷ و با رونق گرفتن ICOها و استقبال بی‌سابقه از این پروژه‌ها، چانگ پنگ ژائو نیز از این فرصت به‌وجود آمده نهایت استفاده را کرد. صرافی بایننس در سال ۲۰۱۷ و با سرمایه اولیه ۱۵ میلیون دلار وارد بازار ارزهای دیجیتال شد. در اولین گام برای رشد، تعداد ۲۰۰ میلیون توکن این صرافی منتشر شد. این صرافی کار خود را از شانگهای چین آغاز کرد اما اکنون ۳۸ درصد از کاربران این صرافی امریکایی‌ها هستند و دومین صرافی بزرگ کشور ژاپن است. همچنین این صرافی ارز دیجیتال به سرعت محصولات جدیدی را عرضه کرد و با ارائه محصولات جذاب معاملاتی، سهم عمده‌ای از معاملات بازار ارزهای دیجیتال را به خود اختصاص داده‌است. CZ پس از هشت ماه صرافی بایننس را به بزرگ‌ترین صرافی ارز دیجیتال در جهان از نظر حجم معاملات روزانه تبدیل کرد. چانگ پنگ ژائو به پیشرفتی کم‌نظیر دست یافته بود و به سرعت نام او از بازار ارزهای دیجیتال نیز فراتر رفت تا جایی که مجله فوربس که به شرح‌حال و زندگی‌نامه ثروتمندان جهان می‌پردازد مقاله‌ای را تحت عنوان «از برگر پیچیدن تا رهبری یک شرکت چند صد میلیونی» به پیشرفت سریع شغلی و ثروت CZ اختصاص داد.

### زندان
طبق گزارش سی‌ان‌بی‌سی، چانگ پنگ ژائو مدیرعامل سابق بایننس را به ۴ ماه زندان به دلیل نقض قوانین پول‌شویی محکوم کرد. او دوران محکومتیت خود را لومپوک ایالات کالیفرنیا زندانی شده است. همچنین ژائو و بایننس توافق کرده‌اند که به کمیسیون معاملات آتی کالایی آمریکا (CFTC) ۴.۳ میلیارد دلار و ۵۰ میلیون دلار جریمه بپردازند.

## ثروت
بر اساس آخرین گزارش مجله اقتصادی یاهوو، ثروت CZ در سال ۲۰۲۰ معادل ۲٫۶ میلیارد دلار است. این در حالی است که به گزارش مجله فوربس، ثروت چانگ پنگ ژائو در سال ۲۰۱۹ معادل ۱٫۳ میلیارد دلار بوده‌است.